# Coquimbo Unido
Il Coquimbo Unido Sociedad Anónima Deportiva Profesional o semplicemente Coquimbo Unido è una società calcistica cilena con sede nella città di Coquimbo. Milita nella Liga Chilena de Fútbol Primera División, la massima serie del calcio cileno.

## Organico

### Rosa 2018-2019
Aggiornata al 21 febbraio 2019
| N. |                      | Ruolo | Calciatore        |
| -- | -------------------- | ----- | ----------------- |
| 1  | Argentina (bandiera) | P     | Matías Cano       |
| 3  | Argentina (bandiera) | D     | Nicolás Berardo   |
| 4  | Cile (bandiera)      | D     | Washington Torres |
| 5  | Cile (bandiera)      | D     | Sebastián Silva   |
| 6  | Cile (bandiera)      | C     | Ulises Castagnoli |
| 7  | Cile (bandiera)      | A     | Cristián Canío    |
| 8  | Cile (bandiera)      | C     | Fernando Cornejo  |
| 9  | Cile (bandiera)      | A     | Sebastián Romero  |
| 10 | Cile (bandiera)      | A     | Jean Paul Pineda  |
| 11 | Cile (bandiera)      | A     | Pedro Muñoz       |
| 12 | Cile (bandiera)      | P     | Daniel Retamal    |
| 13 | Cile (bandiera)      | C     | Kilian Delgado    |
| 14 | Cile (bandiera)      | C     | Daniel Vicencio   |
| 15 | Cile (bandiera)      | A     | Mauricio Pinilla  |
| 16 | Cile (bandiera)      | C     | Sebastián Galani  |
| 17 | Cile (bandiera)      | A     | Rubén Farfán      |

| N. |                      | Ruolo | Calciatore        |
| -- | -------------------- | ----- | ----------------- |
| 18 | Argentina (bandiera) | C     | Mauricio Yedro    |
| 19 | Paraguay (bandiera)  | A     | Julio Doldán      |
| 20 | Cile (bandiera)      | D     | Diego Oyarzún     |
| 21 | Cile (bandiera)      | C     | Cristian Zavala   |
| 22 | Cile (bandiera)      | D     | John Salas        |
| 23 | Cile (bandiera)      | D     | Gerardo Navarrete |
| 24 | Argentina (bandiera) | A     | Jonathan Benítez  |
| 25 | Cile (bandiera)      | P     | Gustavo Merino    |
| 26 | Cile (bandiera)      | C     | Giovanni Bustos   |
| 27 | Cile (bandiera)      | D     | Sebastián Cabrera |
| 29 | Cile (bandiera)      | D     | Jaime Soto        |
| 30 | Argentina (bandiera) | D     | Facundo Cardozo   |
| 31 | Cile (bandiera)      | A     | Zaravko Pavlov    |
|    | Cile (bandiera)      | A     | Atilio Berríos    |
|    | Cile (bandiera)      | A     | Javier Parraguez  |
|    | Cile (bandiera)      | C     | Diego Aravena     |

### Rosa 2016-17
Aggiornata al 22 marzo 2017
| N. |                      | Ruolo | Calciatore        |
| -- | -------------------- | ----- | ----------------- |
| 1  | Cile (bandiera)      | P     | Franco Cabrera    |
| 2  | Cile (bandiera)      | D     | Luciano Araya     |
| 3  | Cile (bandiera)      | D     | Diego Carrasco    |
| 4  | Cile (bandiera)      | D     | Washington Torres |
| 6  | Cile (bandiera)      | C     | Nicolás Vargas    |
| 7  | Uruguay (bandiera)   | A     | Leandro Reymúndez |
| 8  | Cile (bandiera)      | C     | Iván Ledezma      |
| 9  | Cile (bandiera)      | A     | Leonardo Monje    |
| 10 | Argentina (bandiera) | A     | Sebastián Pol     |
| 13 | Cile (bandiera)      | C     | Kilian Delgado    |
| 14 | Argentina (bandiera) | C     | Mauro Aguirre     |
| 15 | Cile (bandiera)      | D     | Nicolás Crovetto  |
| 16 | Cile (bandiera)      | C     | Sebastián Galani  |

| N. |                    | Ruolo | Calciatore       |
| -- | ------------------ | ----- | ---------------- |
| 17 | Cile (bandiera)    | D     | Oscar Magaña     |
| 18 | Cile (bandiera)    | C     | Franco Seida     |
| 20 | Cile (bandiera)    | A     | Daniel Malhue    |
| 21 | Cile (bandiera)    | C     | Jaime Rivera     |
| 22 | Cile (bandiera)    | D     | Alejandro Gaete  |
| 23 | Uruguay (bandiera) | D     | Manuel Fernández |
| 24 | Cile (bandiera)    | A     | Atilio Berríos   |
| 25 | Cile (bandiera)    | P     | Gonzalo Mall     |
| 26 | Cile (bandiera)    | P     | Daniel Retamal   |
| 28 | Cile (bandiera)    | C     | Marco Collao     |
| 29 | Cile (bandiera)    | A     | Fabián Ahumada   |
| 30 | Cile (bandiera)    | C     | Ángel Rojas      |

### Rosa 2011
Aggiornata al 22 luglio 2011
| N. |                      | Ruolo | Calciatore        |
| -- | -------------------- | ----- | ----------------- |
| 1  | Argentina (bandiera) | P     | Matías Alasia     |
| 2  | Cile (bandiera)      | D     | José Iriarte      |
| 3  | Cile (bandiera)      | D     | Nicolás Ortiz     |
| 4  | Cile (bandiera)      | D     | Pablo Olivares    |
| 5  | Argentina (bandiera) | D     | Juan Grabowski    |
| 6  | Cile (bandiera)      | C     | Branko Koscina    |
| 7  | Cile (bandiera)      | A     | Carlos Ross       |
| 8  | Argentina (bandiera) | C     | Walter Payer      |
| 9  | Argentina (bandiera) | A     | Gonzalo de Porras |
| 10 | Cile (bandiera)      | C     | Marco Plaza       |
| 11 | Cile (bandiera)      | C     | Cristián Muñoz    |
| 12 | Argentina (bandiera) | P     | Jorge Manduca     |
| 13 | Cile (bandiera)      | C     | Luis Aguirre      |
| 14 | Argentina (bandiera) | C     | Juan Pablo Miño   |

| N. |                      | Ruolo | Calciatore          |
| -- | -------------------- | ----- | ------------------- |
| 15 | Cile (bandiera)      | D     | Enzo Guerrero       |
| 17 | Cile (bandiera)      | C     | Francisco Santander |
| 18 | Cile (bandiera)      | C     | Iván Herrera        |
| 19 | Cile (bandiera)      | A     | Felipe Varas        |
| 20 | Cile (bandiera)      | D     | Roberto Figueroa    |
| 21 | Cile (bandiera)      | A     | Carlos Escobar      |
| 22 | Cile (bandiera)      | D     | Manuel Olivares     |
| 23 | Cile (bandiera)      | C     | Maximiliano Pizarro |
| 24 | Paraguay (bandiera)  | A     | Otelo Ocampos       |
| 25 | Cile (bandiera)      | D     | Nicolás Crovetto    |
| 27 | Cile (bandiera)      | C     | Sebastián González  |
|    | Cile (bandiera)      | C     | Sebastián Seida     |
|    | Cile (bandiera)      | P     | Bernardo Contreras  |
|    | Argentina (bandiera) | A     | Hugo Gutiérrez      |

## Statistiche
- Stagioni in 1ª Divisione: 24 (1963-1965; 1978-1980; 1984; 1991-2007)
- Stagioni in 2ª Divisione: 28 (1959-1962; 1966-1974; 1976-1977; 1981-1983; 1985-1990; 2008-)
- Miglior piazzamento in 1ª Divisione: 2º (1991, (2005-A)
- Miglior piazzamento in 2ª Divisione: 1º (1962, 1977, 2018, 2021)

## Palmarès

### Competizioni nazionali
- Primera B: 4

1962, 1977, 2018, 2021

### Altri piazzamenti
- Campionato cileno:

Secondo posto: 1991, Apertura 2005
- Copa Chile:

Semifinalista: 2021, 2024
- Primera B:

Secondo posto: 1966, 1990
Terzo posto: 2008
- Coppa Sudamericana:

Semifinalista: 2020

## Giocatori celebri
- Víctor Cancino
- Rubén Tanucci
- Modou Jadama